# Копнинское (Тутаевский район)
В Ярославской области есть еще две деревни Копнинское, в Даниловском и Пошехонском районах.
Копнинское — деревня Фоминского сельского округа Константиновского сельского поселения Тутаевского района Ярославской области .
Деревня находится в центре сельского поселения, к юго-западу от Тутаева и к северо-западу от посёлка Константиновский. Она расположена с западной стороны дороги, следующей от Тутаева на юг к посёлку Чёбаково, и является первым населённым пунктом от Тутаева на этой дороге. К северо-западу от Копнинского на берегу Рыкуши стоит деревня Борисовское,  с запада от Копниского деревни Олюнино и Шишкино, а к юго-западу Никольское. К востоку от деревни промышленная зона Тутаева .
Село Копнинское указано на плане Генерального межевания Борисоглебского уезда 1792 года. В 1825 Борисоглебский уезд был объединён с Романовским уездом. По сведениям 1859 года село относилось к Романово-Борисоглебскому уезду .
На 1 января 2007 года в деревне Копнинское числилось 26 постоянных жителей . По карте 1975 г. в деревне жило 28 человек. Почтовое отделение, находящееся в городе Тутаев, обслуживает в деревне 6 владений на Солнечной 16 владений на Центральной улицах .
История
В XVIII веке эти земли принадлежали Николаю Ивановичу Пересветову (1750  – 1817), потомственному дворянину.  "За ним наследственных Борисоглебской округи в сельце Копнинском мужского пола 11, женского пола 7 душ.". Семья Пересветовых была небольшая: жена Мария Михайловна (в девичестве Побединская), дети: Прасковья (1778 г.р.), Николай (1780 г.р.), Елизавета (1783 г.р.), Иван (1787 г.р.). Далее сельцо передавалось по наследству: от Николая Ивановича младшему сыну Ивану Николаевичу (1790 г.р.), от него - внуку Александру Ивановичу (1825 г.р.), далее - Владимиру Александровичу (1858 г.р.). 
В Госархиве Ярославской области имеется Геометрический специальный план части сельца Копнинского 1891 г., владения Александра Ивановича Пересветова (внука Н.И.Пересветова).
В конце XIX века появляется название копнинской усадьбы Пересветовых - Александрия.  И последняя его владелица (до 1926 года) - Любовь Михайловна Пересветова, жена Владимира Александровича. В архивных делах усадьба фигурирует как хутор Александрия Романов-Борисоглебской волости. В 1926 году уже при Советской власти производилось размежевание деревни Копнинское. В декабре 1926 г. Волисплкомом произведено изъятие имущества бывшей помещицы Пересветовой. А в январе 1927 г. Яргубпрокуратура дает распоряжение в срочном порядке возбудить дело о выселении гр-н Пересветовых как бывших помещиков.